# Med himlen det blir som för tio jungfrur
Med himlen det blir som för tio jungfrur är en gammal psalm av Jesper Swedberg med titelraden "Himmelriket liknas widh tijo jungfrur", i sju verser från 1694 som utgår från Matteusevangeliet kapitel 25. Den bearbetades av Bo Setterlind 1983 och presenteras i 1986 års psalmbok som en nyinförd psalm med Swedberg som ursprunglig upphovsman. Psalmen består fortfarande av sju verser.
Psalmen inleds 1695 med orden:
Himmelriket liknas widh tijo jungfrur
Som woro af olika sinne
Melodin är efter en folkmelodi från Dalarna av okänt årtal.

## Publicerad i
- Den svenska psalmboken 1694 som nummer 246 under rubriken "Psalmer öfwer Några Söndags Evangelier".[2]
- 1695 års psalmbok som nr 214 under rubriken "Psalmer Öfwer några Söndags Evangelier".
- Den svenska psalmboken 1986 som nr 633 under rubriken "Kristi återkomst".
- Psalmer och Sånger 1987 som nr 739 under rubriken "Framtiden och hoppet - Kristi återkomst".[1]